# FK Zvijezda 09
FK Zvijezda 09 je bosanskohercegovački nogometni klub iz Etno sela Stanišići kod Bijeljine.

## Povijest
Klub je osnovan 2009. u Etno selu Stanišići kao nasljednik istoimenog kluba iz Brgula kod Vareša koji je djelovao do početka 1990-ih. Do izgradnje vlastitog stadiona 2012. klub je igrao na stadionu Napretka iz Dijelova.
U sezoni 2014./15. klub se plasirao u Prvu ligu RS. Nakon dvije sezone kao prvak RS-a ostvaruje plasman u Premijer ligu BiH, najviši rang nogometnih natjecanja u BiH. U sezoni 2019./20. ispali su iz Premijer lige. U sezoni 2023./24. ponovno igraju u Premijer ligi nakon što su prethodne sezone osvojili drugo mjesto u Prvoj ligi RS.

## Vanjske poveznice
- Službene stranice